# Felsinschrift von Tanır
Koordinaten: 38° 25′ 16,3″ N, 36° 55′ 10,1″ O
Die Felsinschrift von Tanır in der Südtürkei ist in luwischen Hieroglyphen verfasst und stammt aus der Zeit der späthethitischen Staaten. Sie wird dem Königreich von Melid zugerechnet und ist vermutlich im 9. oder 8. Jahrhundert v. Chr. entstanden.

## Lage und Entdeckung

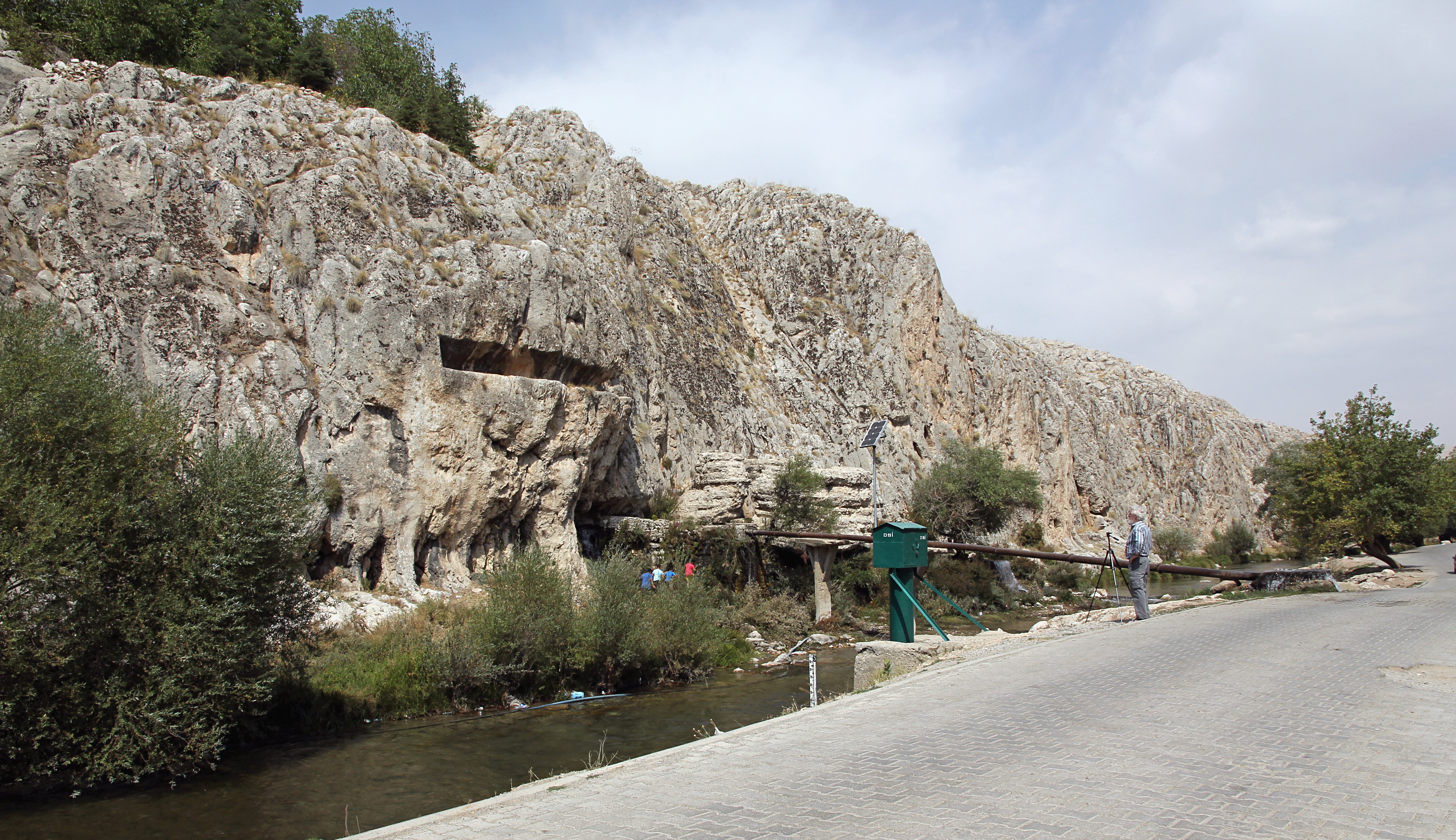
Lage am Fluss

Die Inschrift liegt in dem Yukarı Boğazı (obere Schlucht) genannten Gebiet im Ort Tanır im Bezirk Afşin der türkischen Provinz Kahramanmaraş, nahe einer Sahren genannten Quelle. Sie ist in einer Höhe von 2,70 Metern an einer senkrechten Felswand über dem westlichen Ufer des Flusses Hurman Çayı eingraviert. Die Fläche der Inschrift ist geglättet und von einem nur schwer erkennbaren abgerundeten Rahmen umgeben. Hoch über der Inschrift weist die Felswand eine acht Meter breite Nische von 0,90 Metern Tiefe und 0,70 Metern Höhe auf, die in römische Zeit datiert wird.
Auch wenn der Standpunkt der Inschrift heute in der Provinz Kahramanmaraş liegt, das dem späthethitischen Gurgum entspricht, ist durch zahlreiche Funde bekannt, dass die Ebene von Elbistan in der fraglichen Epoche zum Königreich Melid gehörte, dessen Zentrum das heutige Malatya war. Der Fluss Hurman stellte mit der seinem Verlauf folgenden Straße eine wichtige Verkehrsverbindung in den Norden und Westen nach Kummani über die Bergzüge der Dibek und der Binboğa Dağları dar. In der Nähe liegen die hethitischen Siedlungshügel Yassıhöyük und Elbistan-Karahöyük.
Die Inschrift wurde am 18. August 2009 von dem türkischen Archäologen Erkan Konyar von der Istanbul Üniversitesi im Rahmen eines Surveys der Ebenen von Elbistan, Afşin und Göksun entdeckt, der die Erforschung der Verkehrswege nach Nordsyrien und der hethitischen Präsenz in der Region zum Ziel hatte. Die erste Veröffentlichung erfolgte 2011 durch Meltem Doğan-Alparslan und Metin Alparslan im Türkiye Bilimler Akademisi arkeoloji dergisi 14, eine ausführlichere Besprechung lieferten dieselben Autoren 2013 im Sammelband Luwian Identities.

## Beschreibung

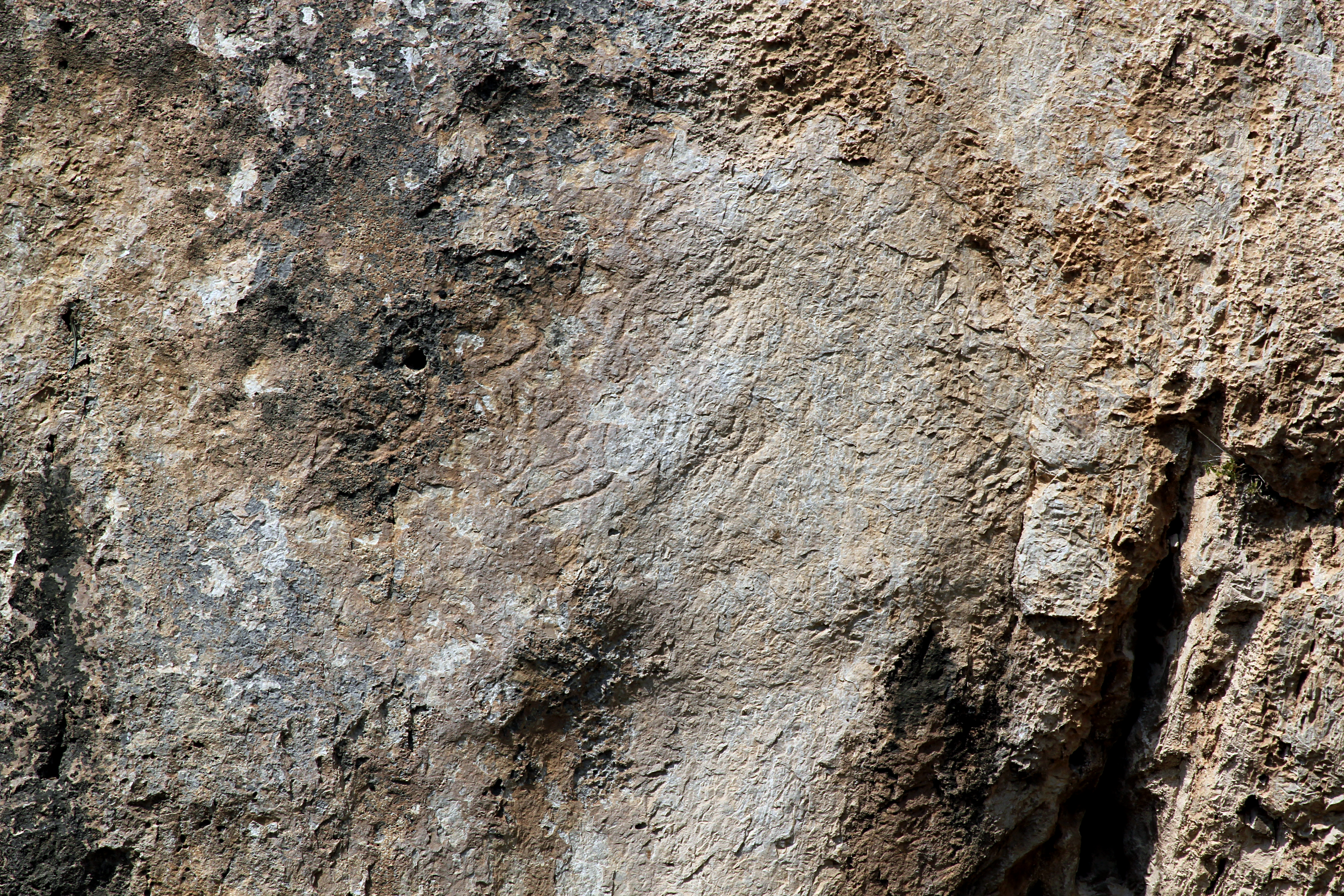
Felsinschrift von Tanır

Die Felsinschrift ist durch die Lage in einer Felswand dem Wetter ausgesetzt und daher stark verwittert und schlecht lesbar. Ein weiteres Problem besteht darin, dass die Schrift im Unterschied zu den meisten bekannten hethitischen Inschriften keine Zeilentrenner aufweist. Der Text beginnt links oben mit einem stark verwitterten Teil, der vermutlich aus sechs bis sieben Zeichen bestand. Der besser erkennbare Mittelteil enthält sechs Zeichen, die rechte Seite ist vollständig zerstört. Die meisten Zeichen sind nicht mehr klar zu deuten, im rechten Teil vermuten die Wissenschaftler die Hieroglyphen für den Titel URBS.DOMINUS (Stadtherr) oder REGIO.DOMINUS (Landesherr). Im Mittelteil kann MAx.[LIx]-zi, der Name der Stadt Malatya, identifiziert werden. Ein oder mehrere dazugehörige Namen sind nicht erkennbar. Die Archäologen sehen die Erstellung des Monuments im Zusammenhang mit der Lage an einem bedeutenden Verkehrsweg und an einer Quelle, eine Lage, die bereits von verschiedenen Reliefs aus der hethitischen Großreichszeit bekannt ist. Die meisten Inschriften aus späthethitischer Zeit berichten von Taten, beispielsweise Eroberungen, Stadtgründungen oder Bautätigkeiten der jeweiligen Lokalherrscher, sodass ähnliches auch hier angenommen werden kann.
Da keine Herrschernamen lesbar sind, ist eine Datierung der Inschrift unsicher. Aufgrund von Ähnlichkeiten mit den Inschriften von Şırzı und Suvasa gehen die Forscher von einer Entstehung im 9. oder 8. Jahrhundert v. Chr. aus.